# Taractrocera ceramas
Taractrocera ceramas is een dagvlinder uit de familie Hesperiidae, de dikkopjes. De soort komt voor in India, Myanmar en China.

## Ondersoorten
- Taractrocera ceramas ceramas (zuidelijk deel van India)
- Taractrocera ceramas media Evans, 1934 (zuidelijk deel van India)
- Taractrocera ceramas nicevillei Watson, 1893 (zuidelijk deel van India)
- Taractrocera ceramas oberthuri Elwes & Edwards, 1897 (zuidelijk deel van India)
- Taractrocera ceramas atropunctata Watson, 1896 (noordoosten van India en noorden van Myanmar)
- Taractrocera ceramas thelma Evans, 1934 (zuidoosten van China)